# Oldensvort Sogn
Oldensvort Sogn (på tysk Kirchspiel Oldenswort) er et sogn på halvøen Ejdersted i det vestlige Sydslesvig, tidligere i Tønning Herred (Landskabet Ejdersted), nu i Oldensvort Kommune i Nordfrislands Kreds i delstaten Slesvig-Holsten. 
I Oldensvort Sogn findes flg. stednavne:
- Adenbøl Kog (en del)
- Gammel Harblek Kog (Tetenskog)
- Harblek
- Hemmedige
- Højbrosil (Hochbrücksiel)
- Langhemme
- Ny Harblek Kog
- Oldensvort
- Oldensvort Gade
- Rip
- Søndre Frederiks Kog (i kirkelig henseende)
- Tofting
- Vesteroffenbøl Kog
- Østerende
- Østeroffenbøl Kog